# Szybko rosnąca hierarchia
Szybko rosnąca hierarchia również znana jako rozszerzona hierarchia Grzegorczyka, stworzona przez matematyka Andrzeja Grzegorczyka. Używana w teorii obliczalności, teorii złożoności obliczeniowej oraz teorii dowodu. Jest to rodzina zbiorów szybko rosnących funkcji {\displaystyle f_{\alpha }\colon \mathbf {N} \to \mathbf {N} } (gdzie {\displaystyle \mathbf {N} } jest zbiorem liczb naturalnych {\displaystyle \{0,1,2,\dots \},} natomiast {\displaystyle \alpha } jest jakąś liczbą porządkową). Przykładami członków tej rodziny są hierarchia Wainera lub hierarchia Löba-Wainera, które są rozszerzeniem wszystkich {\displaystyle \alpha } < ε0. Hierarchie te segregują funkcje obliczalne, bazując na ich tempie wzrostu oraz złożoności obliczeniowej.

## Definicja i podstawowa hierarchia Grzegorczyka
Niech {\displaystyle \mu } będzie dużą liczbą porządkową, taka że dla każdej granicznej liczby porządkowej {\displaystyle \alpha <\mu } przypisana jest fundamentalna sekwencja (szybko rosnąca sekwencja liczb porządkowych, których supremum jest {\displaystyle \alpha }). Szybko rosnąca hierarchia funkcji {\displaystyle f_{\alpha }\colon \mathbf {N} \to \mathbf {N} } dla {\displaystyle \alpha <\mu } zdefiniowana jest następująco:
- {\displaystyle f_{0}(n)=n+1,}
- {\displaystyle f_{\alpha +1}(n)=f_{\alpha }^{n}(n),}
- {\displaystyle f_{\alpha }(n)=f_{\alpha [n]}(n),} jeśli {\displaystyle \alpha } jest graniczną liczbą porządkową.

Tutaj {\displaystyle f_{\alpha }^{n}(n)=f_{\alpha }(f_{\alpha }(\dots (f_{\alpha }(n))\dots )),} określa {\displaystyle n}-tą iterację {\displaystyle f_{\alpha }} nad argumentem {\displaystyle n,} natomiast {\displaystyle \alpha [n]} oznacza {\displaystyle n}-ty element zbioru fundamentalnego przypisanego dla liczby porządkowej {\displaystyle \alpha .}
Początkowa część tej hierarchii, tzn. wszystkie funkcje {\displaystyle f_{\alpha },} gdzie {\displaystyle \alpha } jest liczbą naturalną {\displaystyle (\alpha <\omega )} nazywana jest często podstawową hierarchią Grzegorczyka, gdyż ma z nią wiele wspólnych właściwości:

### Hierarchia Grzegorczyka[3][4]
Zdefiniowane są funkcje {\displaystyle E_{i},} gdzie {\displaystyle i} jest liczbą naturalną. Zdefiniowane jest {\displaystyle E_{0}(x,y)=x+y} i {\displaystyle E_{1}(x)=x^{2}+2} itd. {\displaystyle E_{0}} jest funkcją dodawania, {\displaystyle E_{1}} jest funkcją dwuargumentową, która podnosi parametr do kwadratu, po czym zwiększa wynik o 2. Dla {\displaystyle n} większych od 1 definiujemy: {\displaystyle E_{n}(x)=E_{n-1}^{x}(2),} czyli {\displaystyle x}-owa iteracja funkcji {\displaystyle E_{n-1}} z podanym argumentem 2. Dalej zdefiniowany jest {\displaystyle {\mathcal {E}}^{n},} który można zapisać jako funkcję {\displaystyle f_{n}}.

### Przykłady
| Zapis w szybko rosnącej hierarchii | Wartość |
| ---------------------------------- | --- |
| {\displaystyle f_{0}(1)}           | {\displaystyle 1+1=2} |
| {\displaystyle f_{0}(3)}           | {\displaystyle 3+1=4} |
| {\displaystyle f_{1}(3)}           | {\displaystyle f_{0}^{3}(3)=f_{0}(f_{0}(f_{0}(3)))=f_{0}(f_{0}(4))=f_{0}(5)=6}                                                                                 |
| {\displaystyle f_{2}(3)}           | {\displaystyle f_{1}^{3}(3)=2\times (2\times (2\times 3))=24}                                                                                                  |
| {\displaystyle f_{3}(3)}           | {\displaystyle f_{2}^{3}(3)=f_{2}(f_{2}(2^{3}\times 3))=f_{2}(2^{24}\times 24)=2^{(2^{24}\times 24)}\times 2^{24}\times 24,} wynik ma ponad 121 milionów cyfr. |

Z przykładu numer trzy można wysnuć zasadę: {\displaystyle f_{1}(n)=2n,} natomiast z przykładu numer cztery {\displaystyle f_{2}(n)=2^{n}n.}
Dla funkcji typu {\displaystyle f_{k}(n)} można powiedzieć, że wyniki są porównywalne (zazwyczaj większe) do {\displaystyle 2\uparrow ^{n-1}n} co wynika z rekurencji kolejnych funkcji.

## Liczby porządkowe doε0{\displaystyle \varepsilon _{0}}
Pierwszą liczbą porządkową w szybko rosnącej hierarchii jest {\displaystyle \omega } mająca do siebie przypisany zbiór {\displaystyle \{1,2,3,4,5,\dots \},} tzn. {\displaystyle \omega [n]=n[n]} ({\displaystyle n}-ty element zbioru). Przykład: {\displaystyle f_{\omega }(3)=f_{3}(3).} Funkcja {\displaystyle f_{\omega }(n)} przewyższa każdą funkcję {\displaystyle f_{i}(n)} dla {\displaystyle i<n}.
Koleją liczbą porządkową jest {\displaystyle \omega +1,} czyli zbiór: {\displaystyle \{0,1,2,3,4,\dots \}\cup \{\omega \},} funkcję z tą liczbą porządkową definiujemy następująco: {\displaystyle f_{\omega +1}(n)=f_{\omega }^{n}(n),} na przykład {\displaystyle f_{\omega +1}(2)=f_{\omega }(f_{\omega }(2))=f_{\omega }(f_{2}(2))=f_{\omega }(8)=f_{8}(8)>2\uparrow ^{7}8>g(1).}
Dalej jest kolejno: {\displaystyle f_{\omega +2}(n)=f_{\omega +1}^{n}(n),} np.: {\displaystyle f_{\omega +2}(2)=f_{\omega +1}(f_{\omega +1}(2))=f_{\omega +1}(f_{8}(8))=f_{\omega }^{8}(8)\approx g(f_{8}(8))>G,} oznacza to, że liczba Grahama wynosi około {\displaystyle f_{\omega +1}(64),} które jest znacznie mniejsze od {\displaystyle f_{\omega +2}(2).} Obliczanie kolejnych liczb naturalnych dodanych do {\displaystyle \omega } przebiega podobnie.
Kolejnym zbiorem jest: {\displaystyle \{\omega +1,\omega +2,\omega +3,\dots ,\omega +\omega \}=\omega 2.} Obliczanie z użyciem tego zbioru wygląda następująco: {\displaystyle f_{\omega 2}(n)=f_{\omega +n}(n),} np. {\displaystyle f_{\omega 2}(2)=f_{\omega +2}(2)=f_{\omega }^{8}(8)\approx g(f_{8}(8))>G.} Kolejnym zbiorem możliwym do utworzenia jest {\displaystyle \omega 3{:}} {\displaystyle f_{\omega 3}(2)=f_{\omega 2+\omega }(2)=f_{\omega 2+2}(2)=f_{\omega 2+1}^{2}(2)} itd. Podobnie postępuje się z {\displaystyle \omega 4,} {\displaystyle \omega 5} itd.
Następnym zbiorem jest: {\displaystyle \{\omega 1,\omega 2,\omega 3,\dots ,\omega \omega \}=\omega ^{2},} przykład: {\displaystyle f_{\omega ^{2}}(2)=f_{\omega \omega }(2)=f_{\omega 2}(2).} Kolejno zamiast 2 można podstawić większe liczby porządkowe: {\displaystyle f_{\omega ^{3}}(2)=f_{\omega ^{2}\times \omega }(2)=f_{\omega ^{2}\times 2}(2)=f_{\omega ^{2}+\omega ^{2}}(2)=f_{\omega ^{2}+\omega +2}(2)=f_{\omega ^{2}+\omega +1}^{2}(2).}
Kolejnym zbiorem jest: {\displaystyle \{\omega ,\omega ^{2},\omega ^{3},\omega ^{4},\dots ,\omega ^{\omega }\}} będące {\displaystyle \omega ^{\omega }.} Możliwe jest tworzenie kolejnych zbiorów takich jak {\displaystyle \omega ^{\omega 2},} {\displaystyle \omega ^{\omega ^{2}},} {\displaystyle \omega ^{\omega ^{\omega }}.} Zbiór {\displaystyle \omega ^{\omega ^{\omega ^{\omega ^{\dots }}}}} jest odpowiednikiem {\displaystyle \varepsilon _{0},} które jest jednocześnie ostatnią liczbą porządkową Hierarchii Grzegorczyka.

### Szacowanie tempa wzrostu funkcji
Każdą obliczalną funkcję można przybliżyć szybką rosnącą hierarchią przy użyciu odpowiednich funkcji. Przykładem może być funkcja Grahama, którą można zapisać jako {\displaystyle g(n)\approx f_{\omega +1}(n),} funkcja Ackermanna, która rośnie nieco wolniej {\displaystyle Ack(n)\approx f_{\omega }(n),} czy funkcja Goodsteina, której tempo wzrostu wynosi {\displaystyle \varepsilon _{0}.}
Używając szybko rosnącej hierarchii, można ustalić także górną granicę danej notacji, czyli odpowiadające im miejsce w szybko rosnącej hierarchii, które wyznaczają granicę rekurencyjną danej notacji:
- górna granica notacji strzałkowej i notacji Steinhausa-Mosera to {\displaystyle f_{\omega }(n),}
- górna granica zapisu strzałkowego Conwaya wynosi {\displaystyle f_{\omega ^{2}}(n).}[9]